# Saint-Michel-de-Montjoie
Saint-Michel-de-Montjoie är en kommun i departementet Manche i regionen Normandie i norra Frankrike. Kommunen ligger i kantonen Saint-Pois som tillhör arrondissementet Avranches. År 2022 hade Saint-Michel-de-Montjoie 344 invånare.

## Befolkningsutveckling
Antalet invånare i kommunen Saint-Michel-de-Montjoie
| Referens: INSEE |